# Президентські вибори в Італії 1962

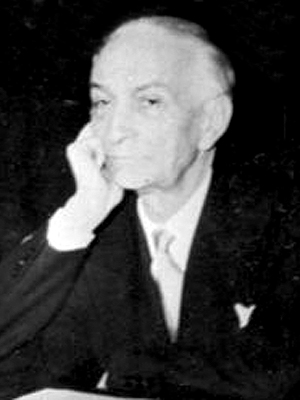
Антоніо Сеньї

Президентські вибори в Італії 1962 року відбувались 2-6 травня відповідно до Конституції на спільному засіданні членів парламенту.
Для обрання президента знадобилось 9 турів голосування. За результатами останнього туру перемогу здобув Антоніо Сеньї.

## 1 тур
2 травня. Присутні: 834, голосували: 834, утримались: 0. Необхідне число голосів для обрання: 570.
| Кандидат            | Число голосів |
| ------------------- | ------------- |
| Антоніо Сеньї       | 333           |
| Умберто Террачіні   | 200           |
| Алессандро Пертіні  | 120           |
| Августо де Марсаніш | 46            |
| Джузеппе Сарагат    | 42            |
| Джованні Гронкі     | 20            |
| Аттіло Піччіоні     | 12            |
| Паоло Россі         | 10            |
| Пусті бюлетені      | 43            |
| Відсутні бюлетені   | 8             |
| Недійсні бюлетені   | 0             |

## 2 тур
2 травня. Присутні: 831, голосували: 831, утримались: 0. Необхідне число голосів для обрання: 570.
| Кандидат          | Число голосів |
| ----------------- | ------------- |
| Антоніо Сеньї     | 340           |
| Умберто Террачіні | 196           |
| Джузеппе Сарагат  | 92            |
| Аттіло Піччіоні   | 41            |
| Акілле Лауро      | 38            |
| Джованні Гронкі   | 32            |
| Чезаре Мердзагора | 12            |
| Пусті бюлетені    | 65            |
| Відсутні бюлетені | 15            |
| Недійсні бюлетені | 0             |

## 3 тур
2 травня. Присутні: 842, голосували: 842, утримались: 0. Необхідне число голосів для обрання: 570.
| Кандидат          | Число голосів |
| ----------------- | ------------- |
| Антоніо Сеньї     | 341           |
| Джузеппе Сарагат  | 299           |
| Аттіло Піччіоні   | 51            |
| Джованні Гронкі   | 44            |
| Калоджеро Вольпе  | 37            |
| Чезаре Мердзагора | 13            |
| Пусті бюлетені    | 46            |
| Відсутні бюлетені | 11            |
| Недійсні бюлетені | 0             |

## 4 тур
3 травня. Присутні: 843, голосували: 843, утримались: 0. Необхідне число голосів для обрання: 428.
| Кандидат          | Число голосів |
| ----------------- | ------------- |
| Антоніо Сеньї     | 354           |
| Джузеппе Сарагат  | 321           |
| Джованні Гронкі   | 45            |
| Аттіло Піччіоні   | 40            |
| Ораціо Кондореллі | 38            |
| Чезаре Мердзагора | 11            |
| Пусті бюлетені    | 26            |
| Відсутні бюлетені | 8             |
| Недійсні бюлетені | 0             |

## 5 тур
3 травня. Присутні: 841, голосували: 841, утримались: 0. Необхідне число голосів для обрання: 428.
| Кандидат          | Число голосів |
| ----------------- | ------------- |
| Антоніо Сеньї     | 396           |
| Джузеппе Сарагат  | 321           |
| Джованні Гронкі   | 43            |
| Аттіло Піччіоні   | 28            |
| Чезаре Мердзагора | 14            |
| Пусті бюлетені    | 35            |
| Відсутні бюлетені | 3             |
| Недійсні бюлетені | 1             |

## 6 тур
3 травня. Присутні: 842, голосували: 841, утримались: 1. Необхідне число голосів для обрання: 428.
| Кандидат          | Число голосів |
| ----------------- | ------------- |
| Антоніо Сеньї     | 399           |
| Джузеппе Сарагат  | 314           |
| Джованні Гронкі   | 43            |
| Чезаре Мердзагора | 18            |
| Аттіло Піччіоні   | 17            |
| Пусті бюлетені    | 46            |
| Відсутні бюлетені | 4             |
| Недійсні бюлетені | 0             |

## 7 тур
5 травня. Присутні: 840, голосувало: 840, утримались: 0. Необхідне число голосів для обрання: 428.
| Кандидат          | Число голосів |
| ----------------- | ------------- |
| Антоніо Сеньї     | 389           |
| Джузеппе Сарагат  | 332           |
| Джованні Гронкі   | 29            |
| Чезаре Мердзагора | 12            |
| Пусті бюлетені    | 58            |
| Відсутні бюлетені | 15            |
| Недійсні бюлетені | 5             |

## 8 тур
5 травня. Присутні: 843, голосували: 843, утримались: 0. Необхідне число голосів для обрання: 428.
| Кандидат          | Число голосів |
| ----------------- | ------------- |
| Антоніо Сеньї     | 424           |
| Джузеппе Сарагат  | 337           |
| Джованні Гронкі   | 20            |
| Пусті бюлетені    | 45            |
| Відсутні бюлетені | 17            |
| Недійсні бюлетені | 0             |

## 9 тур
6 травня. Присутні: 842, голосували: 842, утримались: 0. Необхідне число голосів для обрання: 428.
| Кандидат          | Число голосів |
| ----------------- | ------------- |
| Антоніо Сеньї     | 443           |
| Джузеппе Сарагат  | 334           |
| Пусті бюлетені    | 51            |
| Відсутні бюлетені | 13            |
| Недійсні бюлетені | 1             |